# Neagolius pollicatus
Neagolius pollicatus es una especie de escarabajo del género Neagolius, familia Aphodiidae. Fue descrita científicamente por Erichson en 1848.
Se distribuye por Austria. Se ha encontrado sobre el césped. Mide 4,5-5,5 milímetros de longitud.